# Listă de localități din Slovacia

## B
- Banská Bystrica
- Banská Štiavnica
- Bardejov
- Bojnice
- Borinka
- Bratislava
- Brezno
- Brezová pod Bradlom
- Budmerice
- Bytča
- Báhoň
- Bánovce nad Bebravou

## D
- Detva
- Dobšiná
- Dolný Kubín
- Doľany (okres Pezinok)
- Dubnica nad Váhom
- Dubová (okres Pezinok)
- Dudince
- Dunajská Streda

## F
- Fiľakovo

## G
- Gajary
- Galanta
- Gbely
- Gelnica
- Giraltovce
- Gočovo

## H
- Handlová
- Hanušovce nad Topľou
- Hlohovec
- Hnúšťa
- Holíč
- Hriňová
- Humenné
- Hurbanovo

## I
- Ilava

## J
- Jablonec (okres Pezinok)
- Jablonové(okres Malacky)
- Jakubov
- Jelšava

## K
- Kežmarok
- Kolárovo
- Komárno
- Kostolište
- Košice
- Kremnica
- Krompachy
- Krupina
- Krásno nad Kysucou
- Kráľovský Chlmec
- Kuchyňa
- Kysucké Nové Mesto

## L
- Leopoldov
- Levice (město)
- Levoča
- Limbach
- Lipany (okres Sabinov)
- Liptovský Hrádok
- Liptovský Mikuláš
- Lučenec
- Láb

## M
- Malacky
- Malé Leváre
- Marianka
- Martin (město)
- Medzev
- Medzilaborce
- Michalovce
- Modra
- Modrý Kameň
- Moldava nad Bodvou
- Moravany nad Váhom

## N
- Nálepkovo
- Nemšová
- Nitra
- Nová Baňa
- Nová Dubnica
- Nováky
- Nové Mesto nad Váhom
- Nové Zámky
- Námestovo

## O
- Očová

## P
- Partizánske
- Pernek
- Pezinok
- Piešťany
- Plavecký Mikuláš
- Plavecký Štvrtok
- Podolínec
- Poltár
- Poprad
- Považská Bystrica
- Prešov
- Prievidza
- Píla (okres Pezinok)
- Púchov

## R
- Rajec
- Rajecké Teplice
- Revúca (město)
- Rimavská Sobota
- Rohožník (okres Malacky)
- Rožňava
- Ružomberok

## S
- Sabinov
- Senec (Slovensko)
- Senica
- Sereď
- Sečovce
- Skalica
- Sliač
- Slovenský Grob
- Sládkovičovo
- Snina
- Sobrance
- Sološnica
- Spišská Belá
- Spišská Nová Ves
- Spišská Stará Ves
- Spišské Podhradie
- Spišské Vlachy
- Stará Turá
- Stará Ľubovňa
- Stropkov
- Strážske
- Studienka
- Stupava (Slovensko)
- Suchohrad
- Svidník
- Svit
- Svätý Jur

## T
- Tisovec (okres Rimavská Sobota)
- Tlmače
- Topoľčany
- Topoľčianky
- Tornaľa
- Trebišov
- Trenčianske Teplice
- Trenčín
- Trnava
- Trstená
- Turzovka
- Turčianske Teplice
- Tvrdošín

## V
- Veľké Kapušany
- Veľké Leváre
- Veľký Krtíš
- Veľký Meder
- Veľký Šariš
- Viničné
- Vinosady
- Vištuk
- Vranov nad Topľou
- Vrbové
- Vráble
- Vrútky
- Vysoká pri Morave
- Vysoké Tatry (město)

| - Zlaté Moravce - Zohor - Zvolen - Záhorská Ves - Závod (obec) | - Čadca - Častá - Čavoj - Čierna nad Tisou | - Šahy - Šamorín - Šaľa - Šaštín-Stráže - Šenkvice - Štefanová - Štúrovo - Šurany | - Žarnovica - Želiezovce - Žiar nad Hronom - Žilina |

| Cuprins                                                     |
| ----------------------------------------------------------- |
| A Ă B C D E F G H I Î J K L M N O P Q R S Ș T Ț U V W X Y Z |